# Cuando
Cuando (ali Kwando v nekolonialnem črkovanju) je reka v južno-osrednji Afriki, ki teče skozi angolski in namibijski Caprivijev pas ter v močvirje Linyanti na severni meji Bocvane. Pod močvirjem se reka imenuje Linyanti, dlje na vzhodu pa reka Chobe, preden se izlije v reko Zambezi.

## Zgodovina reke
Pred približno 65 milijoni let reka Zambezi ni tekla v Mozambično ožino. Tekla je vzporedno z rekama Cuando in Okavango ter se tako kot onidve izlivala v Limpopo. Zambezi je uporabljala strugo reke Shashe, Cuando pa strugo reke Motloutse. Čeprav sta bili Luangwa in Kafue takrat pritoka Zambezija, je Kafue podaljšala reka Chambeshi in se izlila v dolino Machili. Čeprav je imela Luangwa podoben tok kot danes, pri svojem sedanjem ustju ni tekla proti vzhodu, temveč proti zahodu, po sedanji strugi Zambezija in se izlivala v Paleo Zambezi na mejnem območju med Zimbabvejem in Bocvano.
Dvig preloma Ovambo-Kalahari-Zimbabve (OKZ) je ustvaril novo porečje, ki je ločilo Zambezi od Limpopa. Posledično je v kotlini Makgadikgadi nastalo jezero, katerega najvišja obala je bila 995 m in je bilo po velikosti primerljivo z današnjim Viktorijinim jezerom ali v nekaterih primerih bistveno večje. Do sedaj je bilo najdenih skupno 5 različnih obalnih linij. Jezero je bilo zajezeno na območju današnje reke Zambezi s prelomom Chobe ali Mambova. Medtem ko se je proces nadaljeval, je Luangwa spremenila svojo pot proti vzhodu. Kasneje je bila Chambeshi izločena in je od takrat del porečja reke Kongo. Nato je Kafue spremenila svoj tok čez poplavne ravnice Kafue v svojo sedanjo strugo. Končno je reka Zambezi prebila prelome nad Viktorijinimi slapovi, tako da tudi ona ni več tekla v kotlino Makgadikgadi. Reka Cuando je bila zadnja, ki jo je peščena sipina preusmerila v Zambezi, čeprav ima še danes nekaj stika z Okavangom.

## Potek
Cuando izvira na osrednji planoti Angole na pobočjih gore Tembo, od tam teče proti jugovzhodu vzdolž zambijske meje. Na tem odseku teče v labirintu kanalov v močvirnem koridorju, širokem 5–10 km (zemljevid 1: meja z Zambijo je vzhodni breg te poplavne ravnice, ne rečna struga). Kot pri vseh rekah v južno-osrednji Afriki se njen pretok močno razlikuje med deževno sezono, ko poplavlja in je lahko široka več kilometrov, in sušno sezono, ko lahko izgine v močvirjih.
Cuando se nadaljuje v svoji močvirnati strugi čez vrat Caprivijevega pasu Namibije (zemljevid 2) in nato tvori mejo med Namibijo in Bocvano, ko se nadaljuje proti jugovzhodu. Pred približno 10.000 leti se je reka Cuando združila z reko Okavango in tekli sta proti jugu do jezera Makgadikgadi (ki je danes sezonsko mokrišče), vendar se je kopno na tem območju dvignilo. Posledično se Cuando zdaj sreča z nekoliko višjim terenom (zemljevid, 4) in razdeli na številne kanale in močvirja (imenovana močvirje Linyanti), posejana z aluvialnimi otoki, ki skoraj izginjajo v kalaharskem pesku, tako kot Okavango (zemljevid, 5). Namesto tega pa se je preusmerila proti vzhodu in ga je zajela reka Zambezi. Tok se ostro obrne proti vzhodu in še vedno tvori mejo z Bocvano. V sušnem obdobju je skozi močvirja in barja malo odprtih kanalov. Na tej točki se začne kot Linyanti (zemljevid, 6), nato pa teče skozi sezonsko jezero Liambesi (zemljevid, 7), se imenuje Chobe (zemljevid, 8). Reka se nato izliva v Zambezi tik nad nekdanjim trajektom Kazungula (zemljevid, 9), ki ga je zdaj nadomestil most Kazungula.
V letih, ko Okavango doživi veliko poplavo, del vode uide proti vzhodu vzdolž običajno suhega kanala reke Magwekwana (znane tudi kot preliv Selinda) v močvirje Linyanti in tako vstopi v porečje Zambezi. Preliv Selinda in reka Boteti sta edina iztoka iz porečja Okavango.
Na severni strani reke Chobe so močvirja Caprivi, na robu katerih stoji porušena prestolnica ljudstva Kololo, ki je v 19. stoletju osvojilo Barotseland.
V različnih močvirjih se zaradi izhlapevanja izgubi toliko vode iz rek Cuando, Linyanti in Chobe, da je njen prispevek k toku Zambezija zelo majhen, razen v občasnih letih, ko so poplave prekomerne.
Trajna rečna bifurkacija prelivnega kanala Selinda (ali reke Magweggana) na reki Cuando povezuje kotlino Kalahari s kotlino Zambezi.
- Malo Namibije, kot jo vidimo z reke Linyanti
- Sončni zahod nad reko Chobe v narodnem parku Chobe v Bocvani
- Jezero Liambesi

### Linyanti
V rečnem odseku, imenovanem Linyanti, so porečja zahodne sosednje reke Okavango v začasnem stiku. Med hudimi poplavami voda iz Okavanga doseže Linyanti preko reke Magwekwana (imenovane tudi kanal Selinda). Prav tako, ko je gladina vode visoka, del vode teče iz Linyantija preko Savutija v depresijo Mababe. Na tej točki, ob koncu zadnje ledene dobe, se je celinska delta Linyanti nadaljevala proti jugu, kjer se je povezala z celinsko delto Okavango. Močnejše odlaganje sedimentov tam in sipinska veriga, ki se razteza proti vzhodu, sta prispevala k temu, da se je Linyanti izlival v Zambezi z ostro spremembo smeri proti vzhodu (glej satelitski zemljevid).

## Divje živali
Sistem Cuando je znan po divjih živalih in večji del njegove dolžine je zemljišče na obeh straneh zaščiteno kot rezervati za divjad ali območja za upravljanje divjih živali. Nekateri od teh so bili med vojnami in konflikti v Namibiji in Angoli žrtve krivolova, a ko je bil v teh državah vzpostavljen mir, se imajo možnost vrniti v svoje nekdanje stanje.
Predvsem zaradi velike populacije divjih živali so bili v porečju reke Cuando ustanovljeni naslednji narodni parki, ki vsi spadajo v čezmejno ohranitveno območje Kavango-Zambezi:
- Coutada Publica do Luiana (Angola)
- Narodni park Sioma Ngwezi (Zambija)
- Narodni park Bwabwata (Namibija)
- Narodni park Mudumu (Namibija)
- Narodni park Nkasa Rupara (Namibija)
- Narodni park Chobe (Bocvana)